# Barthélémy Ohouens
Barthélémy Ohouens, militaire et homme politique Béninois ne le 15 février 1930 à Porto-Novo décédé  le 14 février 1996, à Paris. Admis à la retraite au grade de général de brigade. Il fut à plusieurs reprises ministre.
Ministre de l'Industrie et de l'Artisanat du 30 janvier 1976 au 12 février 1980. Ministre de l'Industrie, des Mines et de l'Énergie du 12 février 1980 au 3 avril 1984.

## Biographie
Au cours de sa carrière, il exerce les fonctions de directeur général de la gendarmerie nationale du Bénin, chef d'état-major des forces armées du Bénin et ministre de la République du Bénin.

## Distinctions
Il est fait grand chancelier de l'ordre national du Bénin et officier de la Légion d'honneur.